# Marbre de Purbeck
Le marbre de Purbeck est un calcaire fossilifère affleurant dans l'île de Purbeck, péninsule du sud-est du Dorset, en Angleterre. C'est une variété de roche de Purbeck exploitée comme pierre de parement au moins depuis l'occupation romaine.

## Géologie
Du point de vue stratigraphique, ces bancs de calcaires se sont déposés durant l'âge Berriasien du Crétacé inférieur, au sommet de la Formation de Durlston du Groupe de Purbeck. Le marbre de Purbeck n'est pas, contrairement au marbre véritable, une  roche métamorphique : c'est à proprement parler une lumachelle ou biomicrorudite, puisqu'elle est formée d'agrégats grossiers (les coquilles de mollusques) dans une gangue de boue carbonatée à grain fin ; il est toutefois utilisé comme marbre en raison de l'uni remarquable qu'il présente au polissage. Comme le marbre du Sussex, il tient cet aspect caractéristique de la présence d'empilements compacts de coquilles d'escargots d'eau douce du genre Viviparus,.
Les bancs de marbre isolés (parfois qualifiés de gisements) sont piégés entre des lits d'argile marine plus tendre et de boue pétrifiée, déposés au cours d'avancées marines répétées. Certains contiennent des oxydes/hydroxydes de fer, comme l'hématite ou la limonite, qui lui confèrent une teinte rouge à brun foncé ; d'autres, de la glauconite et tirent davantage sur le vert, voire le bleu.
On trouve des affleurements de marbre de Purbeck à travers toute l'île de Purbeck, depuis Worbarrow Tout à l'ouest jusqu'au cap Peveril à l'est. Leur épaisseur excède rarement 1,20 m, et souvent elle est bien moindre, avec un pendage modéré vers le nord.

## Utilisation
On ne dispose à ce jour que d'un spécimen d'artefact préhistorique en marbre de Purbeck : le ciste de Langton Matravers. Sous l'occupation romaine, le marbre de Purbeck fut utilisé pour les frontons, les moulures et parements, pour les mortiers etc.
L'exploitation du marbre de Purbeck se poursuivit tout au long du Moyen Âge : on le retrouve sur pratiquement toutes les cathédrales du sud de l'Angleterre, en colonne, panneaux ou dallage : ainsi à Exeter, Ely, Norwich, Chichester, Salisbury, Lincoln, Llandaff, Southwark et Cathédrale de Canterbury, et même à l'abbaye de Westminster. C'est le matériau dans lequel a été taillée la King's Table, article de mobilier utilisé pour les cérémonies de couronnement.
Quoique ce matériau ait été moins recherché aux siècles suivants, on en trouve un exemple remarquable d'emploi contemporain à l'église de Kingston (Purbeck), édifiée en 1874–1880. L'extraction s'est continuée jusqu'en 1993. D'autres strates du calcaire de Purbeck sont exploitées aujourd'hui (2021).
Le marbre de Purbeck est utilisé par plusieurs artistes contemporains comme Emily Young.

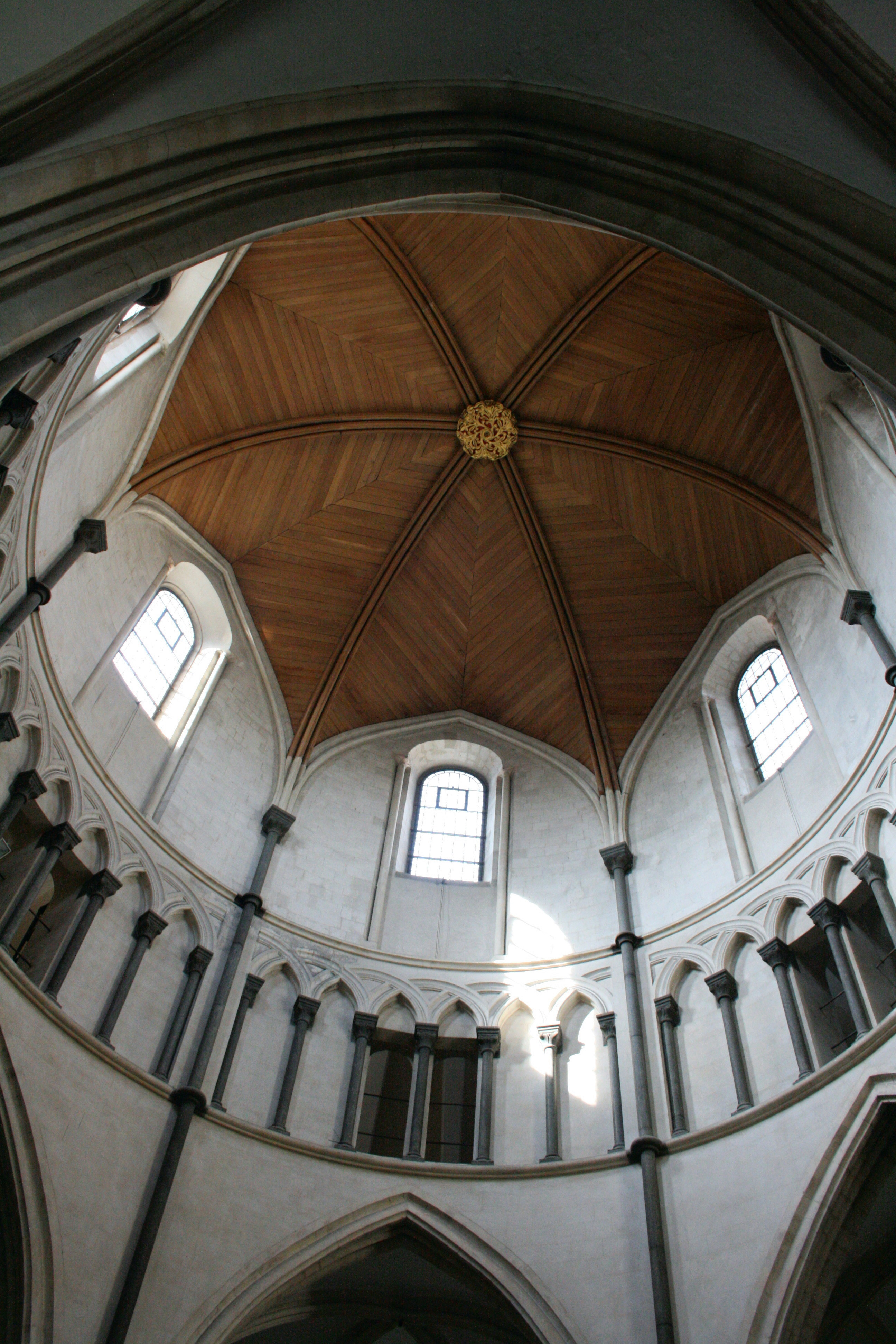
Temple Church (Londres): voûte sexpartite en plein cintre reposant sur des piliers en marbre de Purbeck.
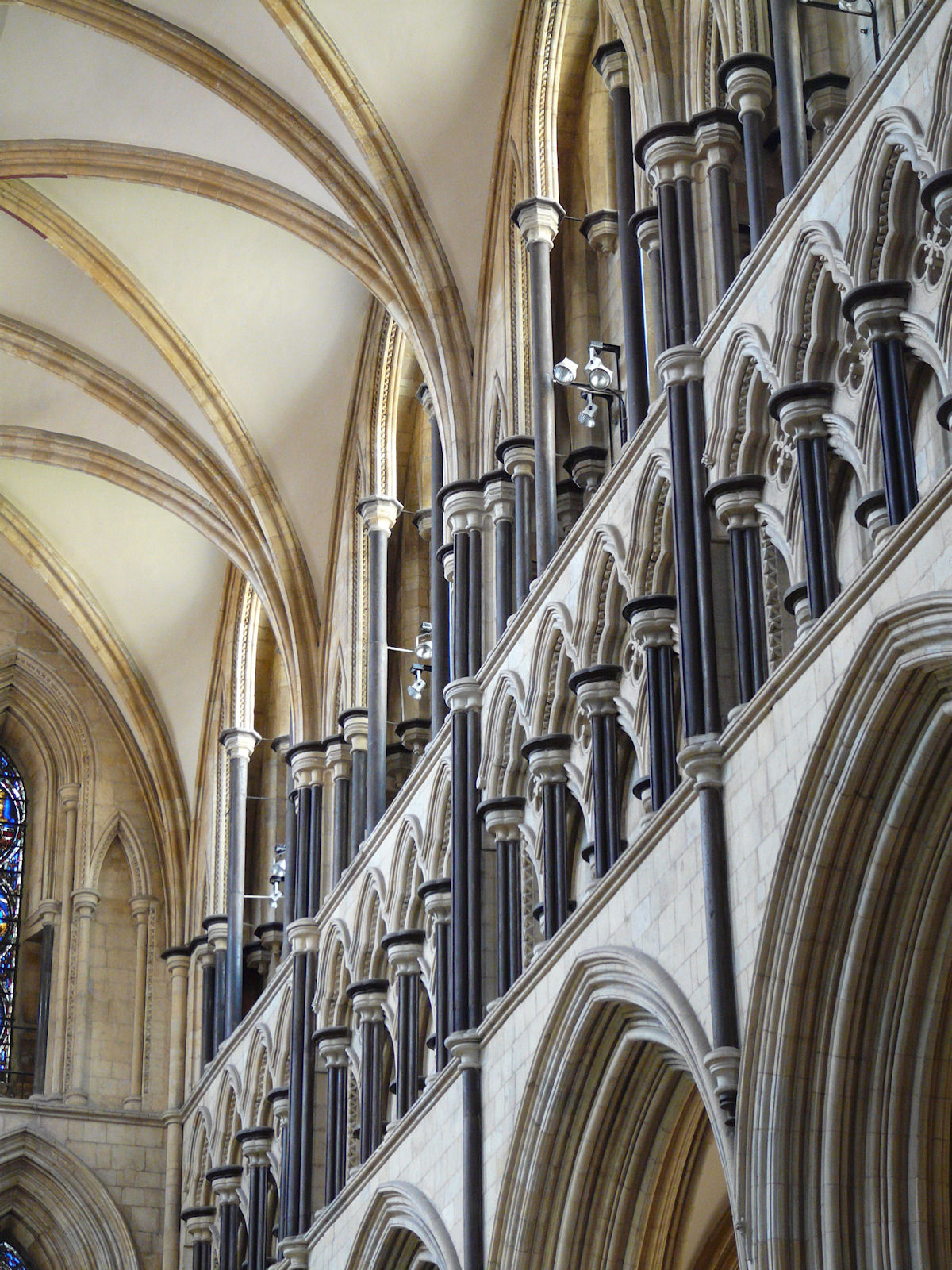
Transept sud de l'abbatiale de Beverley (XIIIe siècle), richement décorée de colonnes en marbre de Purbeck.